# チャールズ・ホール・ディロン
チャールズ・ホール・ディロン(英語: Charles Hall Dillon, 1853年12月18日 - 1929年9月15日)は、アメリカ合衆国の政治家、弁護士。所属政党は共和党。宗教は会衆派教会。アメリカ合衆国下院議員(3期)やサウスダコタ州最高裁判所判事を務めた。
第一次世界大戦における対独宣戦布告の決議の審議で、ジャネット・ランキンらと共に反対票を入れた下院議員の一人である。

## 経歴・人物
チャールズ・ホール・ディロンは、1853年12月18日にインディアナ州デュボイス郡ジャスパー近郊に住んでいたマシュー・B・ディロンとメアリー・ディロン(旧姓：スチュワート）の間に生まれた。1874年にインディアナ大学で学士 (理学)号を取得して卒業し、1876年に同大ブルーミントン校ロースクールで修士号(法学)を取得した。同年、弁護士資格を取得すると、地元ジャスパーで弁護士活動を始めた。1882年にダコタ準州ミッチェルに移り、1903年から1911年までサウスダコタ州上院議員を務めた。また、1900年と1908年には共和党全国大会の代表を務めている。1912年、アメリカ下院議員選挙にサウスダコタ州1区から出馬して当選し、3期連続当選を果たしたが、1918年の共和党予備選挙でチャールズ・クリストファーソンに敗れた。落選後はヤンクトンで弁護士活動を再開させ、1922年から州最高裁判所の判事を務めた。1924年にはアメリカ上院議員選挙に挑戦したが、共和党からの指名が獲得できずに無所属で出馬。ディロンは3,835票(得票率1.9%)しか獲得できずに8人中6位という不甲斐ない結果に終わった。同選挙では共和党から出馬したウィリアム・H・マクマスターが当選を果たしている。落選後も判事を務め、1926年11月15日に辞任した。1929年、サウスダコタ州バーミリオンで死去し、ヤンクトン墓地に埋葬された。

## 政策
第一次世界大戦中の1917年4月5日、連邦議会は対独宣戦布告決議の採決を行った。ディロンはジャネット・ランキンら50人の下院議員と共に反対票を投じた。決議自体は373票の賛成多数で可決されている。また、サウスダコタ州2区選出で同じ共和党のロイヤル・ジョンソンも宣戦布告決議に反対したが、サウスダコタ州3区の民主党議員ハリー・ガンディーは賛成票を投じた。

## 家族
- 妻：モード・B・トリップ - 1889年8月28日に結婚し、1894年11月6日に亡くなった[1]。
- 岳父：バートレット・トリップ（英語版） - ダコタ準州裁判所首席判事、 第25代駐オーストリアアメリカ合衆国大使（英語版）などを務めた弁護士、外交官[8]。
- 後妻：フランシス・D・ジョリー - 1900年9月26日に結婚。ヴァーミリオンのジョン・L・ジョリー大佐の娘[1]。
- 兄：ジョン・フランクリン・ディロン - 1920年にパイク郡とデュボイス郡からなる第57司法管区の巡回裁判所判事を務めた[9]。
- 妹：フローラ・H・ディロン - テネシー大学の歯学部を卒業し、インディアナ州初の女性歯科医として活動した[9]。